# Хуссейн Аль-Шахат
Хуссейн Аль-Шахат (араб. حسين الشحات, нар. 6 вересня 1991, Каїр) — єгипетський футболіст, півзахисник еміратського клубу «Аль-Айн» і національної збірної Єгипту.

## Клубна кар'єра
Народився 6 вересня 1991 року в місті Каїр. Вихованець команди «Мадінат Наср».
У дорослому футболі дебютував 2012 року виступами за команду «Ель Шаркія», а за два роки став гравцем клубу «Міср-Ель-Макаса». Відіграв за команду з Фаюма наступні три з половини сезони своєї ігрової кар'єри.
До складу еміратського «Аль-Айна» приєднався на початку 2018 року. У першому ж сезоні 2017/18 став співавтором «золотого дубля» — його команда виграла чемпіонат ОАЕ і Кубок Президента. Як діючий чемпіон ОАЕ «Аль-Айн» на правах команди-господаря став учасником Клубного чемпіонату світу 2018, де неочікувано подолав усі етапи змагання і вийшов до фіналу, де, утім, не зміг нав'язати боротьбу представнику Європи, мадридському «Реалу». На цьому турнірі Аль-Шахат став автором одного з голів у другому раунді, де його команда з рахунком 3:0 здолала туніський «Есперанс».

## Виступи за збірну
2017 року дебютував в офіційних матчах у складі національної збірної Єгипту.
| Дата       | Місто       | Господарі | Результат | Гості   | Турнір                                      | Голи | Примітки |
| ---------- | ----------- | --------- | --------- | ------- | ------------------------------------------- | ---- | -------- |
| 5-6-2017   | Каїр        | Єгипет    | 1 – 0     | Лівія   | товариський матч                            | -    | 72'      |
| 13-8-2017  | Александрія | Єгипет    | 1 – 1     | Марокко | Відбір на Чемпіонат африканських націй 2018 | -    |          |
| 18-8-2017  | Рабат       | Марокко   | 3 – 1     | Єгипет  | Відбір на Чемпіонат африканських націй 2018 | -    | 67'      |
| 27-3-2018  | Цюрих       | Єгипет    | 0 – 1     | Греція  | товариський матч                            | -    | 46'      |
| 8-9-2018   | Александрія | Єгипет    | 6 – 0     | Нігер   | Відбір до Кубка африканських націй 2019     | -    | 46'      |
| 16-10-2018 | Манзіні     | Есватіні  | 0 – 2     | Єгипет  | Відбір до Кубка африканських націй 2019     | -    |          |
| Усього     |             | Матчів    | 6         |         | Голів                                       | 0    |          |

## Титули і досягнення

### Командні
- Чемпіон ОАЕ (1):

«Аль-Айн»: 2017/18
- Володар Кубка Президента ОАЕ (1):

«Аль-Айн»: 2017/18
- Чемпіон Єгипту (3):

«Аль-Аглі»: 2018/19, 2019/20, 2022/23
- Володар Кубка Єгипту (2):

«Аль-Аглі»: 2019/20, 2021/22
- Володар Суперкубка Єгипту (4):

«Аль-Аглі»: 2019, 2021, 2022, 2023
- Переможець Ліги чемпіонів КАФ (3):

«Аль-Аглі»: 2019/20, 2020/21, 2022/23
- Переможець Суперкубка КАФ (2):

«Аль-Аглі»: 2021, 2022